# Episodi di Polizeifunk ruft (quarta stagione)
La quarta stagione della serie televisiva Polizeifunk ruft è stata trasmessa in anteprima in  Germania dalla ARD tra il 10 dicembre 1969 e l'11 marzo 1970.
| nº | Titolo originale             | Titolo italiano | Prima TV Germania | Prima TV Italia |
| -- | ---------------------------- | --------------- | ----------------- | --------------- |
| 1  | Besuch aus Köln              | inedito         | 10 dicembre 1969  | inedito         |
| 2  | Die Schildkröte              | inedito         | 17 dicembre 1969  | inedito         |
| 3  | Das Messer                   | inedito         | 31 dicembre 1969  | inedito         |
| 4  | Blinder Alarm                | inedito         | 7 gennaio 1970    | inedito         |
| 5  | Gefährliche Begegnung        | inedito         | 14 gennaio 1970   | inedito         |
| 6  | Abschiedsabend               | inedito         | 21 gennaio 1970   | inedito         |
| 7  | Mit 100 Karat durch die Wand | inedito         | 28 gennaio 1970   | inedito         |
| 8  | Der Nutznießer               | inedito         | 4 febbraio 1970   | inedito         |
| 9  | Leuchtspuren                 | inedito         | 11 febbraio 1970  | inedito         |
| 10 | Kerzen im Stroh              | inedito         | 18 febbraio 1970  | inedito         |
| 11 | Vor der Verjährung           | inedito         | 25 febbraio 1970  | inedito         |
| 12 | Die Konservendose            | inedito         | 4 marzo 1970      | inedito         |
| 13 | Auf glühenden Kohlen         | inedito         | 11 marzo 1970     | inedito         |